# George Curcă
George Curcă (n. 8 mai 1981, Isaccea, Județul Tulcea) este un portar român care se află sub contract cu clubul Dinamo București. În prezent este împrumutat la Farul Constanța.
A jucat între 2000 și 2009 la Farul Constanța. Odată cu retrogradarea echipei în Liga a II-a, a fost împrumutat la Dinamo București. În 2010 s-a transferat definitiv la Dinamo, devenind pentru o perioadă titularul postului de portar la această echipă. În ianuarie 2012 a fost împrumutat din nou la clubul constănțean.. Iar în iulie 2012 a semnat cu Farul până în decembrie.